# Jean-Louis Petit (anatomiste)
 (avril 2014).
Pour les articles homonymes, voir Jean-Louis Petit et Petit.
Jean-Louis Petit, dit Petit le chirurgien, né le 13 mars 1674 à Paris où il est mort le 20 avril 1750, est un chirurgien et anatomiste français.

## Biographie
Passionné d’anatomie dès son plus âge, il profite des leçons de l’anatomiste Littré, qui demeure dans la maison de son père. Alors qu’il est âgé d’à peine douze ans, ce dernier lui confie le soin de son amphithéâtre. Après avoir appris la chirurgie sous Castel et sous Mareschal, il obtient son certificat de maîtrise en chirurgie à Paris en 1700. Il devient membre de l’Académie royale des sciences en 1715 et il est nommé, par ordre du roi Louis XV, directeur de l’Académie royale de chirurgie lors de sa création en 1731. Son talent et son expérience lui valent une grande notoriété, surtout après ses travaux consacrés à des cas d’hémorragies, de fistules lacrymales et à des interventions sur le frein du pénis.
Jean-Louis Petit est l’auteur d’un traité sur les maladies des os, L’Art de guérir les maladies des os, où l’on traite des luxations et des fractures avec une machine de nouvelle invention pour les réduire, paru en 1705 et traduit en anglais en 1726 après avoir été plusieurs fois réédité. Il a également travaillé douze ans sur un monumental Traité des maladies chirurgicales, et des opérations qui leur conviennent, qui n’est terminé qu’après sa mort par François Dominique Lesné (de) (1722-1800) en 1790. Sa renommée étant parvenue à l’étranger, il fut appelé en Pologne par Auguste II, en 1726, et en Espagne, en 1735, par don Ferdinand. Ces princes lui offrirent de grands avantages, après qu’il eut rétabli leur santé, pour le retenir dans leur pays, mais Petit préféra retourner en France.
On doit à Jean-Louis Petit la première description clinique complète de l’hématome extradural, avec notamment l’intervalle libre correspondant au temps de constitution de l’hématome, ainsi que les principes de son traitement chirurgical consistant à trépaner du côté opposé à l’apparition des signes neurologiques. Cette découverte est probablement la première description anatomoclinique rigoureuse qui reste pertinente à l’heure actuelle. Cette méthode anatomoclinique, qui consiste à vérifier à l’autopsie les hypothèses cliniques émises, sera suivie par les chirurgiens de l’Académie royale de Chirurgie puis, à la faveur de la réunion des chirurgiens avec les médecins en période post-révolutionnaire, par la Faculté elle-même. L’analyse de l’histoire de la médecine, méconnaissant l’histoire parallèle de la chirurgie, conduira à attribuer à la médecine du début du XIXe cette méthode qui n’est que l’héritage de l’institution chirurgicale du début du XVIIIe.

## Éponymie
Il a laissé son nom à une structure anatomique, le « triangle de Jean-Louis Petit » ou trigone lombaire (Trigonum lumbale). Situé à la partie inférieure de la région lombaire, il est délimité en bas par la crête iliaque et en haut par les muscles grand dorsal et oblique externe.

## Œuvres et publications
- L'art de guérir les maladies des os, Laurent d'Houry, 1705[1].
- « D’un nouvel instrument de chirurgie », in: Hist Acad R Sci, 1741, p. 199-202.
- Traité des maladies des os, P.G. Cavellier (Paris), 1789 (édition posthume par M. Louis), Texte intégral.
- Œuvres complètes, Frédéric Prévost (Paris), 1844, Texte intégral.